# Ignatius Farray
Juan Ignacio Delgado Alemany (Granadilla de Abona, Tenerife, 2 de diciembre de 1973), más conocido como Ignatius Farray, es un comediante, escritor y actor español, ganador del Premio Ondas y nominado al Emmy en 2018.

## Biografía
Juan Ignacio Delgado Alemany nació en Granadilla de Abona, en la isla de Tenerife, Canarias. Según cuenta él mismo, su nombre artístico se compone de «Ignatius», mote con que le llamaba su profesor de música en el instituto por ser el personaje del libro La conjura de los necios de John Kennedy Toole, y «Farray», por el segundo apellido de su padre, Francisco José Delgado Farray que lo utilizaba como piloto de rally amateur que era.
Se licenció en Ciencias de la Información por la Universidad Complutense de Madrid. Tras un par de años en Londres, se familiarizó con el estilo de «Comedy Club» para luego regresar a Tenerife, donde comenzó sus primeros pasos en la comedia con monólogos humorísticos. Estos tenían diversas influencias, como el humor de Faemino y Cansado o varios cómicos norteamericanos como Richard Pryor, Steve Martin, Andy Kaufman y Lenny Bruce, llegando a ser comparado con alguno de ellos.
Ha sido diagnosticado de miocardiopatía hipertrófica.

## Trayectoria
Apareció en el programa Nuevos cómicos de Paramount Comedy en el año 2003. En 2004 fue colaborador habitual del late night presentado por Dani Mateo, Noche sin tregua, de esa misma cadena. También participó en el magacín de humor surrealista en La hora chanante interpretando a El Loco Las Coles y posteriormente en Muchachada Nui de La 2, interpretando a El Espantajo Los Melones. También apareció en Museo Coconut y copresentó el programa concurso Involución, ambos en Neox.
Durante 2012, Farray representó su espectáculo de humor alternativo El fin de la comedia, nombre con el que también se conoce la sitcom de dos temporadas protagonizada por él y que empezó a emitirse en el canal Comedy Central en noviembre de 2014. En 2015 el Festival de series MiM, creado por profesionales del sector y la entidad Madridimagen, le entregó el premio al mejor actor de comedia por su papel protagonista en El fin de la comedia. En el año 2017 se emitió la segunda temporada en el mismo canal. En 2018 la serie fue nominada para los Premios Emmy Internacional en la categoría de Comedia.
Desde 2014 formó parte del programa La vida moderna, en la Cadena Ser. Estuvo en sus 8 temporadas hasta el final del mismo, en 2022.
En el año 2015 se estrenó la película de Álex de la Iglesia, Mi gran noche, en la que participó como guionista y actor. Este año participa también en el Festival Primera Persona organizado por el CCCB

En 2016 participó en una escena del programa Gamers de la cadena MTV.[cita requerida] También apareció en la película La noche del virgen interpretando a Ramón García y se sumó a las filas del programa presentado por David Broncano en #0, LocoMundo.
Desde 2018 participa en el programa de La resistencia y Late Motiv. Ese mismo año formó el grupo paródico musical Petróleo.
En noviembre de 2018 es el protagonista del videojuego Ignatius Attacks, que el mismo desarrollador (Javier Peinado / El Hombre Cubo) dio a conocer en el programa de La vida moderna y que goza de gran popularidad entre los fans.
En 2020 escribió un libro autobiográfico llamado Vive como un mendigo, baila como un rey. En 2021 publicó su segundo libro El bicho que se devora a sí mismo.
A finales de 2021 y principios de 2022, el humorista reconoció públicamente que se encontraba en tratamiento psiquiátrico al tener problemas de ansiedad y con la bebida, teniendo incluso que interrumpir, momentáneamente, sus actividades como cómico. Actualmente, pese a seguir con dicho tratamiento, ha vuelto a los escenarios y a su actividad normal.[cita requerida]

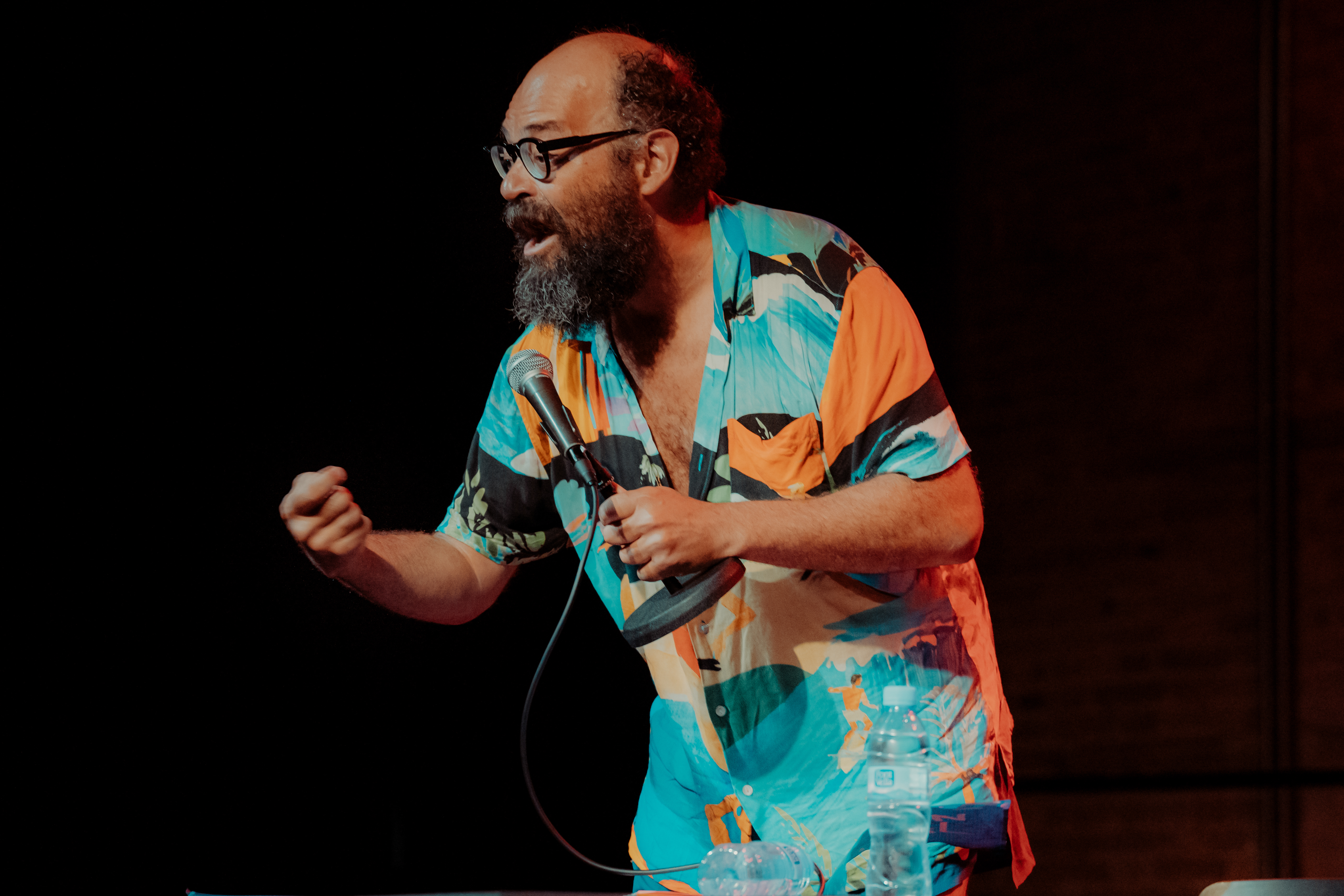
Ignatius Farray en el festival de comedia de la llama Fest de 2022 en Barcelona

En 2022 participa junto a multitud de cómicos en La Llama Fest, el primer festival de comedia alternativa de Barcelona organizado por la librería La Llama. Ese mismo año participa también en el festival Crüilla en la sección del festival dedicada a la comedia. 
Desde enero de 2023 presenta junto con Miguel Maldonado el programa de radio Segunda acepción en la cadena SER.

## Polémicas
Ha participado en numerosas polémicas, como sus roces con Arturo Pérez Reverte o con el actor Juan Echanove tras un tuit en el que insultaba a este último.

## Audiovisuales
| Año         | Título                                        | Formato     | Rol                                                                            |
| ----------- | --------------------------------------------- | ----------- | ------------------------------------------------------------------------------ |
| 2023 - 2024 | Segunda acepción                              | Radio       | Copresentador junto a Miguel Maldonado                                         |
| 2023        | Pobre diablo                                  | Serie de TV | Actor de doblaje del personaje de Satán                                        |
| 2022 - 2023 | El Show de Ignatius Farray                    | Streaming   | Presentador de su propio programa de stream en Twitch                          |
| 2022        | Todo es Gila                                  | TV          | Colaborador del programa espacial sobre Miguel Gila                            |
| 2021 - 2022 | Payasos y fuego                               | Podcast     | Copresentador junto a Inés Hernand                                             |
| 2020 - 2021 | Parking Karaoke                               | Late night  | Colaborador habitual                                                           |
| 2020        | Drama                                         | Serie web   | Actor                                                                          |
| 2019        | Fracasar mejor I - Petróleo                   | Videoclip   | Intérprete                                                                     |
| 2019        | No tan jóvenes - Carolina Durante             | Videoclip   | Actor                                                                          |
| 2019        | Da Suisa                                      | Serie web   | Actor en un capítulo como el Payaso Kalvario                                   |
| 2019        | Naranjas                                      | Corto       | Actor                                                                          |
| 2019        | Capítulo 0                                    | Serie de TV | Actor en un capítulo                                                           |
| 2018 - 2022 | La resistencia                                | TV          | Colaborador habitual                                                           |
| 2018        | Paquita Salas                                 | Serie de TV | Actor en un capítulo                                                           |
| 2018        | Gamers                                        | TV          | Invitado en un programa                                                        |
| 2016 - 2021 | LocoMundo                                     | TV          | Colaborador habitual                                                           |
| 2016        | De repente, la vida                           | Serie web   | Actor                                                                          |
| 2016        | Estirpe                                       | Película    | Actor                                                                          |
| 2016        | La noche del virgen                           | Película    | Actor                                                                          |
| 2015        | Mi gran noche                                 | Película    | Actor                                                                          |
| 2014 - 2022 | La vida moderna                               | Radio       | Copresentador junto a David Broncano y Héctor de Miguel                        |
| 2014 - 2017 | El fin de la comedia                          | Serie de TV | Creador y guionista junto a Miguel Esteban y Raúl Navarro y actor protagonista |
| 2013        | La tumba de Bruce Lee                         | Película    | Actor                                                                          |
| 2013        | El día del padre                              | Película    | Actor                                                                          |
| 2013        | Piccolo Grande Amore                          | Película    | Actor                                                                          |
| 2013        | Anna Casteller - Tigres Leones                | Videoclip   | Colaborador                                                                    |
| 2013        | Planilandia - Lori Meyers                     | Videoclip   | Actor                                                                          |
| 2011        | Involución                                    | TV          | Colaborador como el Eslabón perdido                                            |
| 2010        | Campamento Flipy                              | Película    | Actor                                                                          |
| 2010        | Museo Coconut                                 | Serie de TV | Actor en un capítulo                                                           |
| 2009        | Todo el mundo quiere ser como Ignatius Farray | Serie web   | Creador, guionista y productor junto a Miguel Esteban y actor protagonista     |
| 2007        | Muchachada nui                                | TV          | Actor en diferentes capítulos                                                  |
| 2004 - 2006 | La Hora Chanante                              | TV          | Actor en diferentes capítulos                                                  |
| 2003        | Nuevos cómicos                                | TV          | Monologuista                                                                   |

## Libros
- Vive como un mendigo, baila como un rey (2020). Con prólogo de David Broncano. Ediciones Temas de Hoy. ISBN 9788499988320[28]
- El bicho que se devora a sí mismo (2021). Con prólogo de Inés Hernand e ilustrado por Aroha Travé. Ediciones Temas de Hoy.
- Meditaciones (2022). Ediciones Temas de Hoy. ISBN 978-84-9998-940-2.

## Discografía
En 2018 Ignatius creó la banda Petróleo junto a Luismi Pérez, dando a conocer sus primeras canciones en el programa de La Resistencia. El grupo dio algún concierto y grabó varios EPs a través de la compañía Sonido Muchacho.
- Split (2019). Sonido Muchacho. EP en colaboración con Tigres Leones y las canciones Fracasar mejor I, Fracasar mejor II y Todo está roto.
- Miedo a la música (2019). Sonido Muchacho. EP con las canciones Miedo a la música y Hagas lo que hagas.

## Premios y nominaciones
| Premios Emmy Internacional | Premios Emmy Internacional | Premios Emmy Internacional | Premios Emmy Internacional | Premios Emmy Internacional |
| Año                        | Categoría                  | Trabajo Nominado           | Resultado                  | Ref.                       |
| -------------------------- | -------------------------- | -------------------------- | -------------------------- | -------------------------- |
| 2018                       | Mejor serie de comedia     | El fin de la comedia       | Nominada                   | [ 29 ]                     |

| Premios Ondas | Premios Ondas           | Premios Ondas    | Premios Ondas | Premios Ondas |
| Año           | Categoría               | Trabajo Nominado | Resultado     | Ref.          |
| ------------- | ----------------------- | ---------------- | ------------- | ------------- |
| 2018          | Mejor programa de radio | La vida moderna  | Ganadora      | [ 30 ]        |